# 克莱尔·汤普森
克莱尔·汤普森（英語：Claire Thompson，1998年1月28日—），加拿大女子冰球运动员，场上位置是后卫。她曾代表加拿大国家队参加2022年冬季奥林匹克运动会冰球比赛，获得一枚金牌。